# Mestkevers
Mestkevers zijn een informele groep van kevers die mest eten als larve of imago, er zijn zo'n 5000 soorten. De in Nederland en België bekendere soorten komen uit de familie Geotrupidae (mesttorren). Er zijn ook enkele onderfamilies (Scarabaeinae en Aphodiinae) uit de familie bladsprietkevers (Scarabaeidae) die als mestkever of pillendraaier worden aangeduid.

## Algemeen
Mestkevers komen over de hele wereld voor behalve op Antarctica. Vele soorten zijn door de mens verspreid naar andere werelddelen, andere zijn juist erg zeldzaam geworden. De bekendste soort is de Scarabaeus sacer, ook wel bekend als de heilige pillendraaier, die voorkomt in Zuid-Europa en Noord-Afrika. Deze mestkever is het icoon voor de hele groep vanwege onder andere duizenden jaren oude muurschilderingen; al in de oudheid heeft de mestkever de mens gefascineerd. Mestkevers werden in het oude Egypte aanbeden omdat gedacht werd dat ze zichzelf konden creëren, zie ook scarabee en Egyptisch scheppingsverhaal.

## Uiterlijke kenmerken

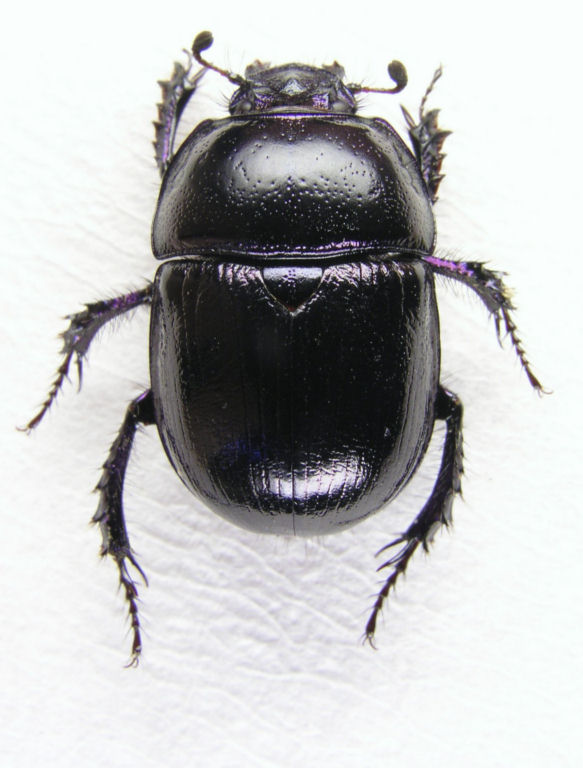
Typische mestkevers zijn Geotrupes-soorten

De lichaamskleur is zwart tot groen- of blauwachtig, tropische soorten kennen bontere kleuren. In Nederland en België komt een tiental soorten voor, met als typische vertegenwoordigers de gewone mestkever (Geotrupes stercorarius) en de voorjaarsmestkever (Geotrupes vernalis).
Mestkevers zijn over het algemeen krachtig gebouwd en hebben stevige poten. Het gehele lichaam is voorzien van een dikke chitinelaag die het achterlijf, het borststuk en de kop beschermt. De zware bepantsering maakt dat de mestkever zwaar en niet erg snel is. Desondanks vliegen de meeste mestkeversoorten rond op zoek naar verse mest als voedselbron.

## Voedsel
Mestkevers en met name de larven zijn in de regel planteneters die de mest eten van voornamelijk grotere zoogdieren zoals koeien en paarden. Sommige soorten hebben zich gespecialiseerd en leven uitsluitend van de uitwerpselen van bijvoorbeeld grote slakken. Geen enkele mestkever leeft van de mest van carnivore dieren, de 'donateur' van de mest is altijd herbivoor. Mestkevers zijn dus eigenlijk planteneters, die andere dieren laten 'voorverteren' en leven van de mest.
Niet alle volwassen mestkevers leven voornamelijk van mest, sommige soorten eten ook wel humus, rottend fruit, paddenstoelen of aas.

## Voortplanting
Mestkevers kunnen in drie grote groepen ingedeeld worden naargelang hun voortplantingsmethode: dwellers, tunnelers en rollers.
- Dwellers zijn vaak kleine soorten mestkevers die de volledige voortplantingscyclus volbrengen in een mesthoop. Naargelang de soort worden er kleine holtes in of net onder een mesthoop gemaakt waarin de eitjes afgezet worden. Doordat een mesthoop relatief snel degradeert, zijn dwellersoorten genoodzaakt om de ontwikkelingsfase van larve naar pop relatief snel te doorlopen. Deze soorten zijn typisch voor noordelijke, iets koelere streken. Een typische dweller-genus in België en Nederland is het genus Aphodius en andere soorten binnen de onderfamilie Aphodiinae.
- Bij de tunnelgravende mestkeversoorten maakt een paartje een nest in de grond. Eerst ontstaat een verticale gang die variabel in lengte is (gaande van tientallen centimeters tot meters diep). Vervolgens worden er zijgangen gemaakt waarvan de geometrie sterk soort-afhankelijk is. Deze zijgangen worden volgepropt met mest en alleen aan het einde is ruimte opengelaten voor een eitje. Ten slotte worden alle gangen met aarde afgesloten. De larven hebben voldoende voedsel tot hun beschikking en vaak zijn er meerdere jaren nodig om de ontwikkeling te voltooien. Typische tunnelgravende soorten in België en Nederland behoren tot de genera Geotrupes, Onthophagus en Typhaeus (met de driehoornmestkever als enige vertegenwoordiger in West-Europa). Tunnelgravende soorten hebben een wijde verspreiding, maar ontbreken in de meest noordelijke streken in Europa.
- Rollers maken mestballetjes door porties mest achterwaarts op te rollen. Eens het balletje ver genoeg van de mesthoop verwijderd is, wordt het mestballetje ondiep begraven en voorzien van een ei. Zodoende dient de mestbal als nestkamer voor de larve. Rollende soorten komen typisch voor in warmere streken en komen in België en Nederland niet voor. In Zuid-Europa behoren de genera Scarabaeus en Sisyphus tot de rollers al wordt hun voorkomen bedreigd door veranderingen in het landgebruik en het gebruik van ontwormingsmiddelen bij vee.

## Ecologie

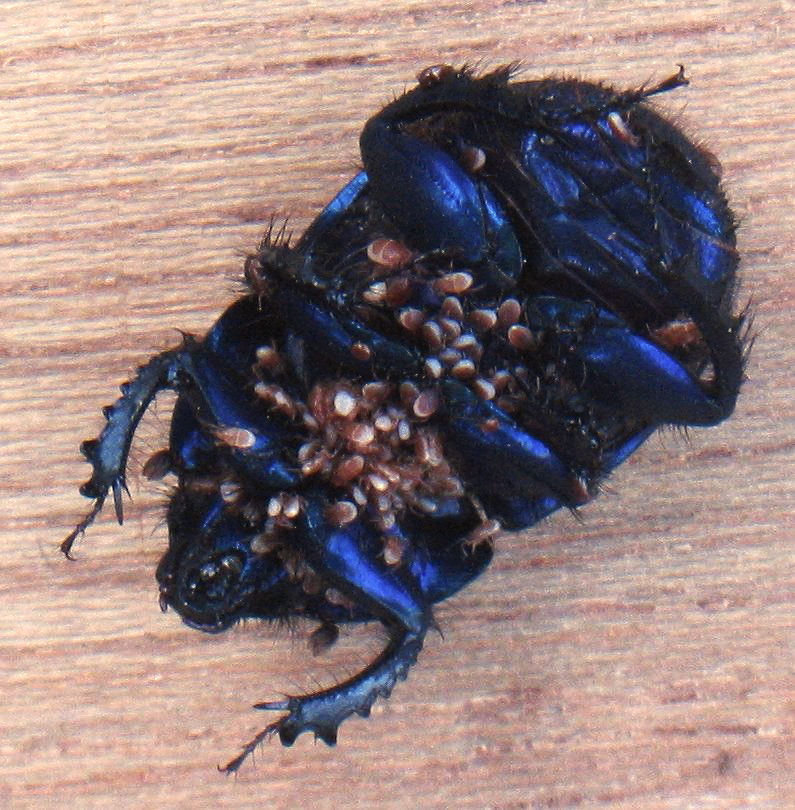
Mestkevers dragen vaak parasieten bij zich. Niet alle parasieten leven op de mestkever. Veel soorten gebruiken deze als vervoermiddel om zich te verspreiden.

Mestkevers spelen een niet onbelangrijke rol in de natuur waarvan andere organismen profiteren;
- Mestkevers brengen relatief grote hoeveelheden zeer voedingsrijke stoffen diep in de grond. Er is berekend dat het grondverzet bij bepaalde soorten honderden kilo's per hectare per jaar bedraagt. Omdat veel mestkevers in zand- of heidegebieden leven, zijn het belangrijke bemesters van voedselarme gronden.
- In de tropen spelen mestkevers waarschijnlijk een grotere rol dan lang werd gedacht; doordat ze de mest van onder andere apen tot balletjes kneden en wegrollen worden de zaden in de mest verder verwijderd van de moederplant. Hierdoor kan een plant- of boomsoort zich niet alleen sneller verspreiden, ook neemt de jonge plant minder snel de ziektes over van de moederplant en heeft een betere overlevingskans.
- Sommige parasieten hebben voordeel van het samenleven met mestkevers. Mestkevers kunnen ook zelf geparasiteerd worden door o.a. mijten, maar vele soorten parasieten gebruiken de mestkever als vervoermiddel naar de volgende mesthoop om daar op andere dieren te parasiteren. Dit komt ook voor bij aaskevers, waar mijten naar een volgend karkas worden gebracht. Karkassen en mesthopen trekken niet alleen grote hoeveelheden insecten(larven) aan, maar ook de bijbehorende insecteneters zoals muizen en vogels, hierop springen de parasieten vaak over.

## Verspreiding en leefgebied
Onderstaand enkele soorten die in Nederland en België voorkomen:
- Doornmestkever (Geotrupes spiniger)
- Driehoornmestkever (Typhaeus typhoeus)
- Gewone mestkever (Geotrupes stercorarius)
- Paardenmestkever (Geotrupes mutator)
- Voorjaarsmestkever (Geotrupes vernalis)

Zie verder de Lijst van Scarabaeiformia